# Оксфордский винный справочник
Оксфордский винный справочник (англ. The Oxford Companion to Wine, сокращённо OCW) — справочник по энологии, выпускаемый под редакцией Дженсис Робинсон. В числе её соавторов — эксперты Хью Джонсон, Майкл Бродбент и Джеймс Халлидей, «летающий» виноградарь Ричард Смарт и энолог Паскаль Риберо-Гайон. Издаётся в серии Oxford Companions, выпускаемой издательством Оксфордского университета.

## История
Договор на первое издание книги был подписан в 1988 году, и через пять лет работы, в 1994 году, книга поступила в продажу. Второе издание было опубликовано в 1999 году, третье — в 2006. Самое последнее издание, четвертое, было опубликовано в 2015 году, и содержит почти 4.000 статей, из которых 300 новых, которые занимают 860 страниц текста. В работе над последним изданием приняли участие 187 авторов. Русский перевод по состоянию на 2021 год отсутствует.

## Полнота
Статьи про личности ограничиваются жёсткими критериями «длительного участия» и «значимости», так что в справочнике есть статьи про французского энолога Мишеля Роллана и бывшего советского президента Михаила Горбачёва, а, например, статья про калифорнийского энолога Хелен Тёрли отсутствует, хотя она и упоминается в статье по энологии. Заметны пробелы в представлении персон и винодельческих хозяйств из Центральной и Восточной Европы. Весьма мало информации о современном российском и пост-советском виноделии, хотя, например, есть статья про «Массандру». Отсутствовавшая вплоть до четвёртого издания статья про саму Дженсис Робинсон появилась в онлайн-версии справочника, и, вероятней всего, войдёт в следующее, пятое, бумажное издание.

## Отзывы
В целом справочник оценивается очень высоко, иногда оценивается как «самая полезная книга по вину» и «самая главная книга для любителя вина». Эрик Азимов, винный и ресторанный критик газеты The New York Times, отметил, что несмотря на ускоряющееся развитие винного мира,

…эта энциклопедическая работа поспевает за такими новыми тенденциями, как изменение климата, биодинамическое виноделие и глобализация, и появление новых винных регионов, таких, как Канада и Восточная Европа.
Оригинальный текст (англ.)...this encyclopedic work keeps pace with new information on issues like climate change, biodynamic viticulture and globalization, and emerging wine regions like Canada and eastern Europe.
— The New York Times

## Награды
Справочник удостоился ряда призов и наград:
- Премия Андре Симона за 1994 год[5].
- Премия Гленфиддич (англ. Glenfiddich Food and Drink Awards) за 1995 год.
- Премия фонда имени Джеймса Бирда за 1995 год в номинации «Напитки»[6].
- Премия фонда имени Джеймса Бирда за 2016 год в номинации «Напитки»[7].
- Премия OIV за 2016 год[8].

## Издания
- Jancis Robinson, Julia Harding. The Oxford Companion to Wine (англ.). — 3th ed. — Oxford: Oxford University Press, 2006. — 840 p. — ISBN 0-19-860990-6. — ISBN 978-0-19-860990-2.
- Jancis Robinson, Julia Harding. The Oxford Companion to Wine (англ.). — 4th ed. — Oxford: Oxford University Press, 2015. — 860 p. — ISBN 0-19-870538-7. — ISBN 978-0-19-870538-3.